# فتن بن محسن
الشريف فتن بن محسن بن حامد العبدلي كان من كبار الأشراف  في عهد الدولة الهاشمية في الجزيرة العربية وتولى إمارة مدينة مكة المكرمة فيما كان يعرف بقائم مقام مكة المكرمة وضواحيها، كما تولى إمارة الطائف حيث كلف أميراً على الطائف وضواحيها.رحمة الله عليه

## نسبه
هو الشريف فتن بن محسن بن حامد بن محمد بن عون بن محمد بن مستور بن سرور بن الحسين بن عبد الله بن الحسن بن محمد أبو نمي الثاني بن بركات بن محمد بن بركات بن الحسن بن عجلان بن رميثة بن محمد أبو نمي الأول بن الحسن بن علي الأكبر بن قتادة بن إدريس بن مطاعن بن عبد الكريم بن عيسى بن الحسين بن سليمان بن علي بن عبد الله بن محمد الثائر بن موسى الثاني بن عبد الله الرضى بن موسى الجون بن عبد الله المحض بن الحسن المثنى بن الحسن السبط بن علي بن أبي طالب الهاشمي القرشي.

## نبذة عنه
كان من كبار الأشراف في عهد ملك العرب الشريف الحسين بن علي ، وبحسب مانقل عنه الرواة المعاصرين لعهدة، كان الشريف فتن طويل القامة عريض المنكبين حاد النظرة يتسم بسعة البال ورحابة الصدر وشدة الفراسة وقد تميز بالرأي السديد في المواقف، كما عرف عنه أنه رجل المهمات الصعبة لما كان يتمتع به من ذكاء عميق وقيادة محنكة في إدارة شئون مكة والمهام التي يوليها له الملك الهاشمي نيابةً عنه . وقد صُنف حضرة صاحب المقام الشريف فتن بن محسن العبدلي في وثيقه هامة من الوثائق البريطانية وهي عبارة عن تقرير يبين الشخصيات الهامة في الحجاز في الحرب العالمية الأولى، حيث ذكر أنه علم من أعلام الثورة العربية إيبان الحرب العالمية الأولى لتكون هذه الوثيقة مرجعا لمتخذي القرار في بريطانيا العظمى

## حياته السياسية
- قائم مقام مكة المكرمة وأميراً للطائف في عهد الشريف الحسين بن علي.
- عضو مجلس الشيوخ في عهد الشريف الحسين بن علي عام 1334 هـ .
- ممثل الأشراف في المجلس التشريعي .
- مستشاراً للمك الحسين بن علي .

## الثورة العربية الكبرى
كان من أبرز رجالات الثورة العربية الكبرى ، فبعد إستسلام القائد التركي الفريق غالب باشا وإتفاقه مع الملك عبد الله الأول بن الحسين بخصوص التسلم والتسليم حضروا إلى قصر الشريف فتن بن محسن بالمليساء وتقرر التسليم هناك وفق سبعة بنود أبرزها :
- تتراجع الطوابير في منتصف الليل إلى الثكنة الكبرى وتترك على الأبواب بعض الغفراء وفي تلك الساعة تتقدم القوات الراكبة العربية بقيادة فهد بن شاكر وسلطان بن راجح وحسين الجودي لتحتل الأبواب وتؤمن السلام والأمن العام.
- يخرج الولي والقائد والأمراء العسكريون حتى رتبة بكباشي في هذه الليلة إلى قصر شبرا .
- مع الفجر يتقدم القائد سعيد بك ومعه من كان معه ممن ذكرت أسمائهم في مذكرة التسليم، ليضعوا أيديهم على الأسلحة والمدافع الموجودة فتوضع في مخازنها وتمهر بالشمع الأحمر .
- تتكفل القيادة العربية بالإعاشة والتموين .
- تصرف للهيئة المستسلمة معاشات ثلاثة أشهر .
- تنتظر الأوامر بالتوجه حالاً إلى الجهة المقتضية .
- الطوابير تترك تحت قيادة الرؤساء اليوزباشية والملازمين الأولين والملازمين الثانين .

## أبنائه
الشريف محمد بن فتن بن محسن العبدلي، له من الأبناء : 
- الشريف عبد الله بن محمد بن فتن العبدلي . وله من الأبناء :

1. الشريف جريدي بن عبد الله بن محمد بن فتن العبدلي
2. الشريف حسين بن عبد الله بن محمد بن فتن العبدلي
3. الشريف دخيل الله بن عبد الله بن محمد بن فتن العبدلي
4. الشريف راجح بن عبد الله بن محمد بن فتن العبدلي.
5. الشريف خالد بن عبد الله بن محمد بن فتن العبدلي
6. الشريف عبد الإله بن عبد الله بن محمد بن فتن العبدلي
7. الشريف عبد المحسن بن عبد الله بن محمد بن فتن العبدلي

- الشريف سعود بن محمد بن فتن العبدلي وله من الأبناء :

1. الشريف فهد بن سعود بن محمد بن فتن العبدلي.
2. الشريف فيصل بن سعود بن محمد بن فتن العبدلي

- الشريف حمود بن محمد بن فتن العبدلي، وله من الأبناء :

1. الشريف مشعل بن حمود بن محمد بن فتن العبدلي
2. الشريف بندر بن حمود بن محمد بن فتن العبدلي
3. الشريف خالد بن حمود بن محمد بن فتن العبدلي
4. الشريف محمد بن حمود بن محمد بن فتن العبدلي .

- الشريف حامد بن محمد بن فتن العبدلي، وله من الأبناء :

1. الشريف عبد الله بن حامد بن محمد بن فتن العبدلي
2. الشريف فيصل بن حامد بن محمد بن فتن العبدلي

- الشريف منصور بن فتن بن محسن العبدلي، وله من الأبناء :

1. الشريف سلطان بن منصور بن فتن العبدلي
2. الشريف علي بن منصور بن فتن العبدلي

- الشريف محسن بن فتن بن محسن العبدلي، وله من الأبناء :

1. الشريف عون بن محسن بن فتن العبدلي

- الشريف حسن بن فتن بن محسن العبدلي .

## وفاته
توفي في مدينة الطائف عام 1355هـ . الموافق عام 1935ميلادي .